# Михајло Вранеш
Михајло Вранеш (Тужевић, код Бриња, 21. новембар 1900 — Загреб, 20. мај 1984) био је политички радник, комунистички револуционар, учесник Шпанског грађанског рата и јунак социјалистичког рада.

## Биографија
Рођен је 21. новембра 1900. у Тужевићу, код Бриња. У младости је учио кројачки занат и прикључио се радничком покрету. Као млади радник, учествовао је 1919. у Мађарској револуцији, коју је предводио Бела Кун. Потом је отишао у Сарајево, а одатле у Загреб, где се прикључио револуционарном радничком покрету, а 1924. постао је члан илегалне Комунистичке партије Југославије (КПЈ). У том периду активно је сарађивао са младим револуционарима — Златком Шнајдером, Јанком Мишићем, Јосипом Дебељаком и Мијом Орешким, са којим је био посебно близак. Учествовао је у многим акцијама које су организовали загребачки скојевци и комунисти.
Средином 1925. на предлог Ђуре Цвијића прихватио је да буде званични власник и уредник листа Борба, који су од 1922. водили и уређивали комунисти. Уместо Вранеша, који је званични уредник Борбе био до фебруара 1927, лист су уређивали — Камило Хорватин, Ђуро Цвијић, Благоје Паровић и Аугуст Цесарец. Као званични уредник три пута је хапшен од полиције. Упоредо је био члан Месног комитета КПЈ за Загреб, а фебруара 1928. био је један од учесника загребачке Осме конференције, на којој је у руководство МК КПЈ за Загреб изабран Јосип Броз Тито.
Ухапшен је у Загребу септембра 1928, у време када је пред загребачким судом вођен „Бомбашки процес” против Јосипа Броза. У затвору је остао до 1. фебруара 1929, када је уз помоћ загребачке партијске организације успео да побегне из затвора Судбеног стола у Загребу. Бекство из затвора организовао је Стјепан Цвијић, брат Ђуре Цвијића. Преко партијске везе илегалним путем напустио је Краљевину Југославију. Краће врме боравио је у Бечу, са Благојем Паровићем и Ђуром Салајем. Током боравка у Бечу, из београдских новина сазнао је да је 13. новембра 1930. одлуком Државног суда за заштиту државе у одсуству осуђен на казну од 12 година затвора. Године 1930. отишао је у Совјетски Савез, где је у Москви 1932. завршио Комунистички универзитет националних мањина Запада (КУМНЗ). Године 1935. у Москви се сусрео са Јосипом Брозом, а децембра 1936. је са групом добровољаца из Југославије, отишао у Шпанију, где се у редовима Интернационалних бригада борио у Шпанском грађанском рату. Био је војни инструктор Интернационалних бригада.
Након победе генерала Франка и слома Шпанске републике, 1939. није се могао вратити у Југославију, већ је отишао у Париз, где се тада налазио пункт Централног комитета КПЈ. По савету Јосипа Броза, у пролеће 1940. пошао је у Арегнтину, како би политички деловао међу југословенским исељеницима. Приликом чекања брода у Ротердаму, био је ухапшен од холандске полиције, која је тада у страху од немачког напада, хапсила сва сумњива лица, под оптужбом да су немачки шпијуни. Из затвора је изашао након немачког напада на Холандију, 10. маја 1940. када је једна бомба оштетила зграду затвора. Тада је са другим радницима учествовао у одбрани Ротердама од Немаца. Након окупације, активно је учествовао у холандском покрету отпора и био уредник илегалног антифашистичког листа Ден фархајт. После ослобођења Холандије, по директиви КПЈ, отишао је у северни део Холандије, где је политички деловао међу рударима, који су били из Југославије и сакупљао помоћ, која је слата у земљу.
Године 1946. дошао је у Федеративну Народну Републику Југославију. Живео је у Загребу и био активан у друштвено-политичком животу Загреба. Није се укључивао у високу политику, већ је деловао у општинској организацији Савеза комуниста.
Умро је 20. маја 1984. у Загребу, где је сахрањен на гробљу Мирогој.
Указом Председништва СФРЈ одликован је 24. јула 1981. Орденом јунака социјалистичког рада.